# Rachele Bruni
Rachele Bruni (Firenze, 4 novembre 1990) è una nuotatrice italiana, in forza al Centro Sportivo Olimpico dell'Esercito (C.S.O.E.) fino al 2021, anno in cui passa a gareggiare con le Fiamme Oro. Fa parte della Nazionale italiana di Nuoto di fondo.
Ha partecipato nella gara dei 10 Km in acque libere a due olimpiadi consecutive (Rio de Janeiro 2016 e Tokyo 2020) vincendo ai Giochi Olimpici di Rio la medaglia d'argento.
E' salita sul podio ai campionati mondiali sia in gara individuale che in staffetta. Ha conquistato per ben 3 volte la Coppa del Mondo FINA 10Km Marathon Swimming nel 2015, 2016 e 2019. Nel 2015 è stata la prima atleta italiana ad ottenere tale successo.
In campo europeo ha vinto 10 titoli continentali spaziando dalle gare sulla distanza sia dei 5 km che dei 10 Km come pure in staffetta o gare a squadre.
A livello nazionale ha conquistato 20 titoli italiani sia in vasca che in acque libere.
È inserita nella prestigiosa International Marathon Swimming Hall of Fame.
Ha detenuto il record italiano dei 1500 s.l. femminili con il tempo di 16'28.31 stabilito durante i Campionati Italiani Invernali di Riccione nel dicembre 2007 fino all'aprile 2008.
Detiene tuttora il record italiano di categoria cadette dei 5000 s.l. stabilito il 06/04/2008 durante i Campionati Italiani Primaverili di Livorno con il tempo di 56'52.25.

## Carriera
È capace di ottenere buoni risultati anche in vasca dove ha vinto sette titoli italiani a partire dai primaverili del 2007 nelle gare più lunghe dello stile libero, ma è soprattutto una nuotatrice di fondo a livello internazionale. Si mette in mostra ogni anno nelle gare in coppa del mondo, raggiungendo sempre ottimi risultati specialmente in mare mosso, con acque fredde e condizionate da correnti.
La sua carriera è cominciata nel 2006, quando è giunta diciassettesima nei 5 km agli Europei di Budapest. Dopo un quarto posto nella Coppa LEN 2006 (specialità 5 km) tenutasi a Bracciano, nel 2007 è arrivato il primo bronzo agli Europei Juniores di Milano, sempre sulla distanza dei 5 km.
Nel 2008 ottiene altre due medaglie di bronzo Juniores sia nella gara individuale dei 5 Km che nella 3 Km a squadre degli Europei di categoria a Sète (FR). Nello stesso anno ha partecipato anche agli Europei di Ragusa di Dalmazia dove ha vinto due titoli con le rispettive medaglie d'oro, nella 5 km e nella 5 km a squadre con Andrea Volpini e Luca Ferretti.
Nel 2009 ha partecipato ai campionati mondiali di Roma in cui è arrivata decima nella gara dei 5 km. L'anno dopo ha vinto la medaglia d'argento agli europei di Budapest nella 5 km cronometro a squadre con Simone Ercoli e Simone Ruffini. Nel 2010 si è aggiudicata anche la classica Cagliari - Poetto nella distanza dei 7,5 km.
Ai campionati mondiali di Shanghai del luglio 2011 è giunta due volte al quarto posto, sia nei 5 km individuali che nella gara a squadre (in cui ha nuotato con Luca Ferretti e Nicola Bolzonello). Alle successive universiadi disputate nel mese di agosto sempre in Cina, a Shenzhen, è tornata alla vittoria nella 10 km in cui ha preceduto Nadine Reichert e la compagna Alice Franco. A settembre ha confermato lo stato di forma ai campionati europei di Eilat arrivando seconda nella 10 km dietro alla compagna Martina Grimaldi e precedendo ancora la Reichert;. Invece nella 5 km e nella gara a squadre ha vinto la medaglia d'oro assieme a Simone Ercoli e Luca Ferretti.
Nonostante la mancata qualificazione per le olimpiadi di Londra, anche il 2012 per Rachele è comunque un anno positivo: infatti ai Campionati europei di nuoto di fondo 2012 riconquista la medaglia d'oro sia nella 5 km e sia nella gara a squadre, sempre in coppia con Simone Ercoli e Luca Ferretti. Con queste due vittorie diventa l'atleta più vincente di sempre ai Campionati europei con 6 medaglie d'oro e 2 medaglie d'argento totali, facendo meglio anche del tedesco Thomas Lurz con 5 medaglie d'oro, 1 d'argento e 3 di bronzo.
Nel 2013 partecipa ai mondiali di Barcellona, ottenendo il decimo posto nella 5 km, il 5 posto nella 5 km event team e uno scottante trentunesimo posto nella 10 km.
Nel 2014 partecipa agli europei di Berlino ottenendo un sesto posto nella 10 km e un quinto posto nella 5 km.
Grazie al 4º posto nella 10 km ai mondiali di Kazan del 2015, conquista il diritto a partecipare alle Olimpiadi di Rio de Janeiro 2016, dove ottiene la medaglia d'argento.
Nel 2015 è la prima nuotatrice italiana a vincere la Coppa del Mondo FINA 10 km Marathon Swimming World Cup (MSWC) e ripete l'impresa nel 2016.
Sempre nel 2016 ai Campionati Europei di Hoorn (Olanda) ha incrementato il suo palmarès vincendo due medaglie d'oro: nella 10 km (primo ex aequo della storia del Fondo con la francese A. Muller), e nel team event con Simone Ruffini e Federico Vanelli, compagni della spedizione olimpica.
Nell'anno post-olimpico, dopo la medaglia di argento ai Giochi di Rio, Rachele riesce a conquistare il traguardo che finora le era sfuggito, cioè una medaglia ai Mondiali anche se non in una gara individuale. Infatti ai Campionati Mondiali di Budapest 2017 conquista il bronzo nella staffetta 4 x 1,25 km mista (team relay) insieme a Giulia Gabbrielleschi, Federico Vanelli e Mario Sanzullo. Questa è la nuova formula della gara a squadre nel nuoto di fondo in cui per ogni nazione partecipano 4 atleti, due femmine e due maschi (senza un ordine prestabilito), che devono compiere un percorso di 1,25 km dandosi il cambio come nelle staffette in vasca. Invece nella gara individuale della 10 km è solo quinta.
Sale di nuovo sul podio finale della Coppa del Mondo FINA 10 km Marathon Swimming World Cup (MSWC) 2017 al terzo posto con una vittoria di tappa a Setubal.
Ai campionati europei di nuoto di Glasgow 2018 ha vinto la medeglia di bronzo nella 5 chilometri, mentre nella 10 km giunge quarta ai piedi del podio.
Nella Coppa del Mondo FINA 10 km Marathon Swimming World Cup (MSWC) 2018 conquista il secondo posto sul podio finale.
Dopo aver partecipato a tanti mondiali, finalmente ai Campionati mondiali di nuoto 2019 a Gwangju riesce a salire sul podio vincendo la medaglia di bronzo in una gara individuale. Questa medaglia vinta nella 10 km le garantisce anche la qualificazione alle Olimpiadi di Tokyo 2020. Sempre a Gwangju vince la medaglia d'argento nella 5 chilometri a squadre insieme a Gregorio Paltrinieri, Domenico Acerenza e Giulia Gabbrielleschi.
Nel 2019 vince per la terza volta la Coppa del Mondo, FINA/CNSG Marathon Swim World Series 2019, battendo la fuoriclasse brasiliana Ana Marcela Cunha e la connazionale, nonché compagna di allenamento, Arianna Bridi. Nel gennaio 2020, con il 73,9% dei voti, vince il LEN Award nella categoria Fondo, riconoscimento assegnato dalla lega europea di nuoto ai migliori interpreti continentali nelle discipline acquatiche, precedendo sul podio la tedesca Leonie Beck e la francese Aurélie Muller.
Nell'anno del Covid, 2020, invece delle Olimpiadi di Tokyo, Rachele ha disputato solo i Campionati Italiani a Piombino. Per la prima volta vince il titolo italiano nella 2,5 km, si classifica al secondo posto nella 5 km e conquista il bronzo nella 10 km.
Ai Giochi della XXXII Olimpiade di Tokyo, viene considerata tra le favorite per l’oro insieme alla detentrice del titolo Sharon van Rouwendaal ma, nella gara dei 10 Km in acque libere che si svolge il 4 agosto 2021 alle 6.30 locali, la nuotatrice italiana si classifica al quattordicesimo posto con il tempo di 2h02'10. Prima dei giochi di Tokyo, il 2021 era stato per Rachele Bruni un anno contrassegnato da cambiamenti significativi: dapprima la decisione di lasciare l’Esercito e gareggiare per il gruppo sportivo delle Fiamme Oro e, in seguito, il passaggio sotto la guida tecnica di Emanuele Sacchi, storico allenatore del fondo della società sportiva Aniene, con il quale, nel corso dell’anno, agli Europei di Budapest 2020, aveva conquistato la medaglia di bronzo nella 10 km individuale e la medaglia d'oro nella staffetta insieme a Giulia Gabbrielleschi, Gregorio Paltrinieri e Domenico Acerenza.
Nel novembre 2021 viene inserita nella prestigiosa International Marathon Swimming Hall of Fame, entrando nella lista dei migliori nuotatori del mondo di sempre. Sempre nel novembre del 2021 decide di andare ad allenarsi in Brasile con la guida di Christiano Klauser al Grêmio Náutico União di Porto Alegre.
Nel 2022 disputa la 10 km ai campionati mondiali di Budapest con un risultato non soddisfacente, ma si riscatta ai campionati europei di Roma con il quinto posto nella 10 km e la medaglia d'oro nella staffetta insieme a Gregorio Paltrinieri, Domenico Acerenza e Ginevra Taddeucci.
Nel 2023 disputa la 5 km ai mondiali di Fukuoka. A settembre 2023 decide di chiudere la parentesi brasiliana e rientra in Italia andandosi ad allenare a Lavagna sotto la guida di Marco Formentini, ex azzurro di nuoto di fondo.

## Vita privata
Ha vissuto fino all'età di 21 anni a Comeana, dove le è stata dedicata, con una targa, la piscina inaugurata il 19 Novembre 2016.
Ha dedicato l'argento vinto alle Olimpiadi di Rio de Janeiro 2016 alla sua compagna Diletta, diventando la prima atleta medagliata italiana alle Olimpiadi a dichiarare la propria omosessualità.
Nel 2019 è stata pubblicata la biografia ufficiale di Rachele Bruni dal titolo Volevo solo nuotare (200.000 bracciate con Rachele Bruni) scritta da Luca Farinotti. Il racconto dell’epopea della nuotatrice parte da Rio de Janeiro e proprio dall’involontario coming out oggetto dell’attenzione dei media al punto da mettere in secondo piano l’impresa sportiva dell’atleta che racconta invece la sua vera storia e l’attrazione per le acque aperte degli oceani, “luogo elettivo di spiritualizzazione”: nonostante la sua scarsa acquaticità, la Bruni, attraverso l’abnegazione e il duro allenamento, diviene la nuotatrice italiana più medagliata di sempre. Il libro ha vinto il “Premio Selezione Bancarella Sport” 2020.

## Palmarès

### Competizioni internazionali
| Giochi olimpici             | ---                | 10 km individuale  | ---             |
| 2016 Rio de Janeiro Brasile | ---                | Argento 1h 56'49"5 | ---             |
| 2020 Tokyo Giappone         | ---                | 14ª 2h 02'10''2    | ---             |
| Campionati del mondo        | 5 km individuale   | 10 km individuale  | 5 km a squadre  |
| 2008 Siviglia Spagna        | 14ª 1h 00'27"2     | ---                | ---             |
| 2009 Roma Italia            | 10ª 57'43"2        | ---                | ---             |
| 2011 Shanghai Cina          | 4ª 1h 00'42"2      | ---                | 4ª 58'00"5      |
| 2013 Barcellona Spagna      | 10ª 56'48"1        | 31ª 2h 00'03"2     | 5ª 54'34"0      |
| 2015 Kazan Russia           | ---                | 4ª 1h 58'27"9      | 4ª 55'49"4      |
| 2017 Budapest Ungheria      | ---                | 5ª 2h 00'21"4      | Bronzo 54'31"0  |
| 2019 Gwangju Corea del Sud  | 5ª 57'58"7         | Bronzo 1h 54'49"9  | Argento 53'58"9 |
| 2022 Budapest Ungheria      | ---                | 18ª 2h 03'20"2     | ---             |
| 2023 Fukuoka Giappone       | 21ª 1h 01'24"2     | ---                | ---             |
| Campionati europei          | 5 km individuale   | 10 km individuale  | 5 km a squadre  |
| 2006 Budapest Ungheria      | 17ª 1h 02'28"6     | ---                | ---             |
| 2008 Ragusa Croazia         | Oro 58'50"7        | ---                | Oro 56'17"5     |
| 2010 Budapest Ungheria      | 9ª 1h 04'12"7      | ---                | Argento 59'55"6 |
| 2011 Eilat Israele          | Oro 55'51"0        | Argento 2h 00'19"2 | Oro 56'12"4     |
| 2012 Piombino Italia        | Oro 1h00"56'9      | ---                | Oro 59'04"2     |
| 2014 Berlino Germania       | 5ª 58'56"3         | 6ª 1h 56'11"9      | ---             |
| 2016 Hoorn Paesi Bassi      | ---                | Oro 2h07'00"1      | Oro 55'59"3     |
| 2018 Glasgow Regno Unito    | Bronzo 56'49"7     | 4ª 1h 55'40"6      | ---             |
| 2020 Budapest Ungheria      | ---                | Bronzo 1h 59'15"1  | Oro 54'09"0     |
| 2022 Roma Italia            | ---                | 5ª 2h 01'31"5      | Oro 59'43"1     |
| Universiadi                 | ---                | 10 km individuale  | ---             |
| 2011 Shenzhen Cina          | ---                | Oro 2h 06'49"31    | ---             |
| Europei giovanili           | 5 km individuale   | ---                | 3 km a squadre  |
| 2006 Milano Italia          | Bronzo 1h 02'57"7  | ---                | ---             |
| 2008 Sète Francia           | Bronzo 1h 04'58"64 | ---                | Bronzo 36'32"35 |

### Altre competizioni
- Vincitrice della Coppa del Mondo di nuoto di fondo nel 2015, nel 2016 e nel 2019.

### Campionati italiani
19 titoli individuali e 1 in staffetta, così ripartiti:
- 2 negli 800 m stile libero
- 2 nei 1500 m stile libero
- 3 nei 5000 m stile libero
- 1 nella staffetta 4×200 m stile libero
- 1 nei 2,5 km di fondo
- 6 nei 5 km di fondo
- 4 nei 5 km di fondo cronometro individuale
- 1 nella 10 km di fondo

nd= non disputata
| Anno | Edizione    | st.libero 800 m | st.libero 1500 m | st.libero 5000 m | st.libero 4×100 m | st.libero 4×200 m |
| ---- | ----------- | --------------- | ---------------- | ---------------- | ----------------- | ----------------- |
| 2006 | Invernali   | -               | -                | 2                | nd                | nd                |
| 2007 | Primaverili | 2               | 1                | 2                | -                 | -                 |
| 2007 | Estivi      | -               | -                | nd               | -                 | 3                 |
| 2007 | Invernali   | 2               | 1                | nd               | nd                | nd                |
| 2008 | Primaverili | 1               | 2                | 1                | -                 | -                 |
| 2008 | Estivi      | -               | -                | nd               | nd                | 2                 |
| 2009 | Primaverili | 2               | 2                | 1                | -                 | -                 |
| 2009 | Estivi      | -               | -                | nd               | -                 | 3                 |
| 2010 | Primaverili | -               | -                | 3                | 3                 | 2                 |
| 2010 | Invernali   | 3               | nd               | nd               | nd                | nd                |
| 2011 | Primaverili | 2               | 2                | 1                | -                 | 1                 |
| 2011 | Invernali   | 1               | nd               | nd               | nd                | nd                |
| 2012 | Primaverili | -               | 2                | 2                | -                 | -                 |
| 2012 | Invernali   | 2               | -                | -                | -                 | -                 |
| 2014 | Primaverili | -               | 3                | -                | -                 | -                 |
| 2015 | Primaverili | -               | 3                | -                | -                 | -                 |
| 2016 | Primaverili | -               | 2                | 3                | -                 | -                 |

edizioni in acque libere
| Anno | Edizione | fondo 2,5 km | fondo 5 km | fondo 10 km | fondo 5 km crono indiv |
| ---- | -------- | ------------ | ---------- | ----------- | ---------------------- |
| 2006 | Fondo    | -            | 2          | -           | -                      |
| 2007 | Fondo    | -            | 1          | -           | -                      |
| 2008 | Fondo    | -            | 1          | -           | -                      |
| 2010 | Fondo    | -            | -          | 3           | -                      |
| 2011 | Fondo    | -            | 1          | 3           | 1                      |
| 2012 | Fondo    | -            | 1          | -           | 1                      |
| 2013 | Fondo    | -            | 2          | 2           | 1                      |
| 2014 | Fondo    | -            | -          | 3           | 2                      |
| 2015 | Fondo    | -            | 1          | 1           | -                      |
| 2016 | Fondo    | -            | -          | -           | 1                      |
| 2018 | Fondo    | -            | 2          | -           | -                      |
| 2019 | Fondo    | -            | 1          | -           | -                      |
| 2020 | Fondo    | 1            | 2          | 3           | -                      |
| 2021 | Fondo    | -            | -          | 2           | -                      |
| 2022 | Fondo    | -            | 2          | 3           | -                      |

## Riconoscimenti
- LEN Award: 2019